# Winfried Petersen
Winfried Petersen (* 6. Mai 1928 in Wittenburg; † 1. November 2018 in Schwerin) war ein deutscher Organist, Domkantor und evangelischer Landeskirchenmusikdirektor.

## Leben
Winfried Petersen war ein Sohn des Wittenburger Pastors Hermann Petersen (* 1890) und dessen Frau Hildegard, geb. Schlag (* 1895). Er war Schüler des Gymnasiums Fridericianum Schwerin. Sein Kirchenmusikstudium absolvierte er an der Berliner Hochschule für Musik, u. a. bei Ernst Pepping. Danach war er ab 1952 zunächst in Schwerin und dann als Organist in Malchin tätig. 1953 wurde er zum Domkantor am Güstrower Dom ernannt. 1965 wechselte er nach Schwerin, zunächst an die Schlosskirche, danach als Domkantor an den Schweriner Dom. Zum 17. November 1969 wurde ihm der Titel „Kirchenmusikdirektor“ verliehen. 1979 erfolgte zudem seine Berufung zum Landeskirchenmusikdirektor der Evangelisch-Lutherischen Landeskirche Mecklenburgs. Neben seiner Arbeit als Domkantor bedeutete dieses Amt die Fachaufsicht über die Kirchenmusiker der Landeskirche und die Beratung der Kirchenleitung in allen kirchenmusikalischen Fragen. Seiner Initiative ist die Restaurierung der Friedrich-Ladegast-Orgel (1871) in den Jahren 1982–1988 zu verdanken. Mit dem Erreichen der Altersgrenze trat Petersen zu Pfingsten 1993 in den Ruhestand.
Neben seiner kirchlichen Arbeit war Petersen auch auf kommunaler Ebene aktiv. Er war nach der Wende Mitbegründer der Schweriner SPD und hat diese durch sein Wirken mitgeprägt. Er war Mitglied der ersten Stunde in der Schweriner Stadtvertretung und zeitweilig Stadtrat in der SPD-Fraktion. Noch in den letzten Jahren war er in seinem Ortsverein aktiv dabei.
Um das Jahr 1993 gründete sich am Schweriner Konservatorium unter der Leitung von Achim Schuster ein Erwachsenenorchester, das aus der Kooperation mit dem Chor der Schelfkirche an dieser beheimatet war und unter dem Namen Schelfoniker bekannt wurde. Auch hier war Winfried Petersen einer der ersten Solisten und Ehrenmitglied des Orchesters. Im Juni 2023 fand ein Festkonzert der Schelfoniker statt, zu dem prominente Ehemalige eingeladen waren: Solistinnen und Solisten der Petersen-Familie – die Kinder Winfried Petersens und seiner Ehefrau Christiane geborene Hachtmann: Gertrud Schmidt-Petersen (Klavier), Ulrike Petersen (Violine), Johannes Petersen (Violoncello), David Petersen (Fagott) und Christian W. Petersen (Horn).

## Publikationen (Auswahl)
Schriften
- Kirchenmusik am Güstrower Dom seit 1860. In: Dieter Pocher (Hrsg.): Der Dom zu Güstrow. Spiegelbild des Glaubens in Kontinuität und Wandel. Festschrift zum 775jährigen Stiftungsjubiläum 2001. Heidberg Verlag, Güstrow 2001.
- Wiedereinweihung der Ladegast-Orgel im Dom zu Schwerin. 3., neu durchges. Auflage, Evangelischer Presseverband für Mecklenburg e. V., Schwerin 1995 [1988].

Partituren
- Ich bin ein elender Mann. Klagelieder Jeremiae 3, 1, 7, 18, 22–24 – Choral „Wach’ auf, wach’ auf, du deutsches Land“, Strophe 9 – Motette für 4–6-stimmigen gemischten Chor a cappella, 1998.[11]
- Der Herr ist mein Hirte. Psalm 23, für 3–4-stimmigen gemischten Chor und Orgel, 1998.
- Emmaus. Evangelienmotette für 4-stimmigen gemischten Chor a cappella, (Lukas 24, 13–35), 2000.
- Singet dem Herrn ein neues Lied. Zwei Motetten für 4-stimmigen gemischten Chor a cappella, 2005 (alle bei musiconn).

Tonträger
- Die Ladegast-Orgel im Dom zu Schwerin. Audio-CD. Motette (Harmonia Mundi)[12]